# Heidi Lenhart
Heidi Noelle Lenhart (Los Angeles, 22 augustus 1973) is een Amerikaanse voormalige actrice.

## Biografie
Lenhart is een dochter van een schrijfster/Playboy model en een diskjockey, later werd zij stiefdochter van Haim Saban. 
Lenhart begon in 1988 met acteren in de horrorfilm Perfect Victims. Hierna heeft zij nog meerdere rollen gespeeld in televisieseries en films zoals California Dreams (1992-1994), Fame L.A. (1997-1998), Addams Family Reunion (1998),  Beverly Hills, 90210 (2000). Ze had een hoofdrol in de serie televisiefilms Au Pair (1999), Au Pair II (2001) en Au Pair 3: Adventure in Paradise (2009).
Daarnaast was ze als stemacteur ook actief bij de Engelse nasynchronisatie van diverse Japanse animeseries onder het pseudoniem Melody Lee.
In 2002 trouwde Lenhart met acteur Robin Dunne, met wie ze acteerde in Au Pair II. Het paar scheidde in 2005. Ze trouwde vervolgens in 2006 met acteur-muzikant Chris Stills, met wie ze twee dochters kreeg. In 2011 vroeg Lenhart de scheiding aan.

## Prijzen
- 1993 Young Artist Awards in de categorie Beste Jonge Actrice in een Nieuw Televisieserie met de televisieserie California Dreams – genomineerd.
- 1993 Young Artist Awards in de categorie Uitstekende Jonge Cast in een Jeugdserie met de televisieserie California Dreams – genomineerd.

## Filmografie

### Films
- 2009 Au Pair 3: Adventure in Paradise – als Jennifer Morgan
- 2002 Crocodile 2: Death Swamp – als Mia
- 2001 Au Pair II – als Jennifer Morgan
- 1999 Au Pair – als Jennifer Morgan
- 1998 Addams Family Reunion – als Melinda Adams
- 1997 Born Bad – als Laura
- 1997 Red Meat – als Mia
- 1995 Deadly Sins – als Marie
- 1994 Trigger Fast – als Lucille
- 1994 Menendez: A Killing in Beverly Hills – als Gail
- 1994 Blindfold: Acts of Obsession – als jong meisje
- 1994 Shadow of Obsession – als Patty Abruzzi
- 1990 A Quiet Little Neighborhood, a Perfect Little Murder – als de buurvrouw
- 1990 The Girl Who Came Between Them – als Betty
- 1989 Perfect Victims – als jong model

### Televisieseries
Uitgezonderd eenmalige gastrollen.
- 2000 Beverly Hills, 90210 – als Ellen – 6 afl.
- 1997 – 1998 Fame L.A. – als Suzanne Carson – 21 afl.
- 1996 - 1997 Eagle Riders – als Kelly Jenar (stem) - 64 afl.
- 1996 The Why Why? Family – als stem - 10 afl.
- 1995 - 1996 El Hazard: Wanderers - als Afura Mann (stem) - 11 afl.
- 1992 – 1994 California Dreams – als Jenny Garrison – 16 afl.

- Gemeinsame Normdatei: 134928865
- International Standard Name Identifier: 0000 0000 5499 841X
- Library of Congress Control Number: no2009017466
- MusicBrainz: cd7b9275-0ef0-4fee-a798-128ffeba7251
- Virtual International Authority File: 78925626
- WorldCat: E39PBJcccKhKDqmcjgVCBxxqwC